# 卡卡 (亞利桑那州)
卡卡（英語：Kaka）是位於美國亞利桑那州馬里科帕縣的一個人口普查指定地區。根據2010年美國人口普查，該地人口為141人，而該地的面積約為0.66平方千米。

## 地理
卡卡的座標為32°30′32″N 112°18′59″W / 32.50889°N 112.31639°W，而該地最高點為海拔高度686米（即2251英尺）。